# Lago del Gallo
Il lago del Gallo (o lago di Livigno) è un lago artificiale al confine tra l'Italia e la Svizzera; all'estremità meridionale del lago c'è il paese di Livigno. Una piccola parte dell'estremità settentrionale del lago è in territorio svizzero (Grigioni-comune di Zernez) ed in questo punto vi è la diga costruita dalla società idroelettrica svizzera Engadiner Kraftwerke AG, quindi per metà in territorio svizzero e per metà in territorio italiano.

## Descrizione

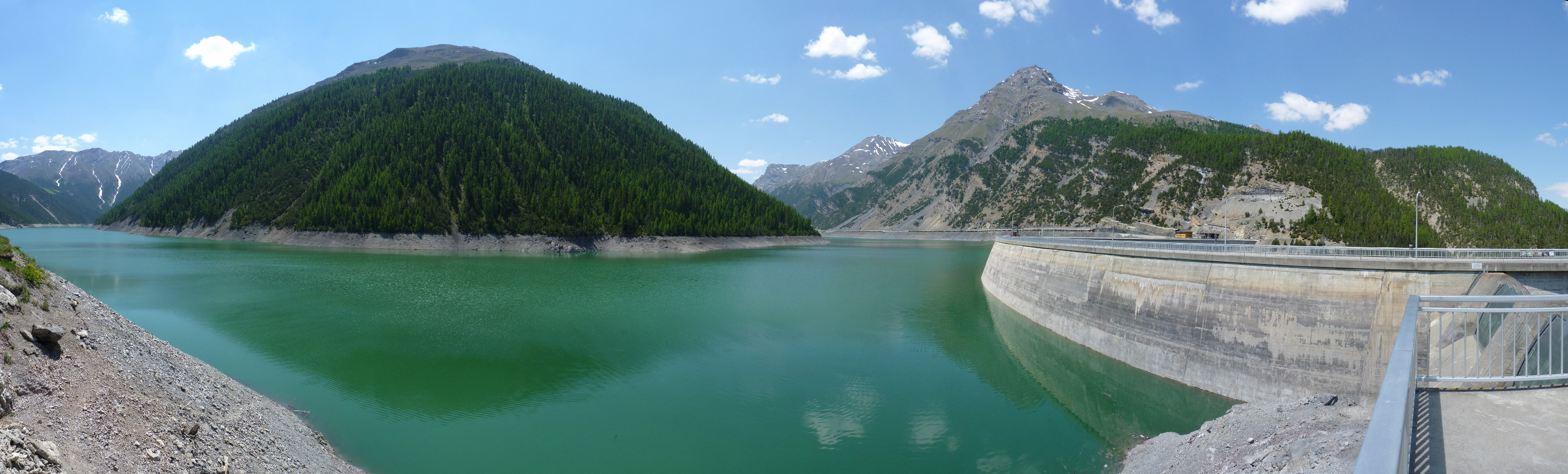
Panoramica del lago dalla Diga del Punt dal Gall

Il lago, allargamento di un analogo preesistente, ha una capacità di circa 164 milioni di metri cubi, grazie alla diga del Punt dal Gall, costruita tra il 1965 e il 1968. La Svizzera era interessata allo sfruttamento delle acque dell'Eno per scopi energetici, e per far ciò decise di costruire un lago artificiale nella valle. Nel medesimo periodo l'Azienda Elettrica Milanese si interessò per le medesime ragioni delle potenzialità della Valle di Livigno e, nel 1942, presentò un progetto di tunnel per la deviazione in direzione dell'Adda di parte delle acque dell'Aqua Granda, attraverso un sistema di dighe a Cancano. Dopo un negoziato durato 10 anni vennero soddisfatte entrambe le nazioni (convenzione di Berna, datata 27.05.1957 e ratificata in Italia dalla legge 26.02.1958 n. 215).
Nei pressi della diga, in territorio svizzero, c'è il Tunnel Munt la Schera che, lungo circa 3,5 km con un'unica corsia di marcia, collega Livigno e l'alta Valtellina con Zernez e la Bassa Engadina. Fu costruito dalla società svizzera per la messa in opera della diga stessa, ma dal 1969 fu aperto anche al traffico veicolare. Rimane aperto in inverno, quando la Forcola di Livigno (2.315 m s.l.m.) viene chiusa, risultando molto importante per il traffico con la Svizzera. Per percorrere questa direttrice, è richiesto il pagamento di un pedaggio.

## Idrografia
Il suo immissario più importante, nonché unico emissario, è lo Spol (talvolta indicato come Spuol o italianizzato in "Acqua Granda"), uno dei 3 fiumi italiani non afferenti al bacino del Mediterraneo. Gli altri immissari hanno principalmente carattere torrentizio. I più importanti sono il Federia (che scende dall'omonima valle a nord-ovest dell'abitato di Livigno), il Canale Torto, che scende dal Passo del Foscagno e l'Acqua del Gallo che entra nell'omonimo lago nel punto più orientale (e più lontano dall'abitato di Livigno), alle spalle dei laghi del Cancano.

## Galleria d'immagini

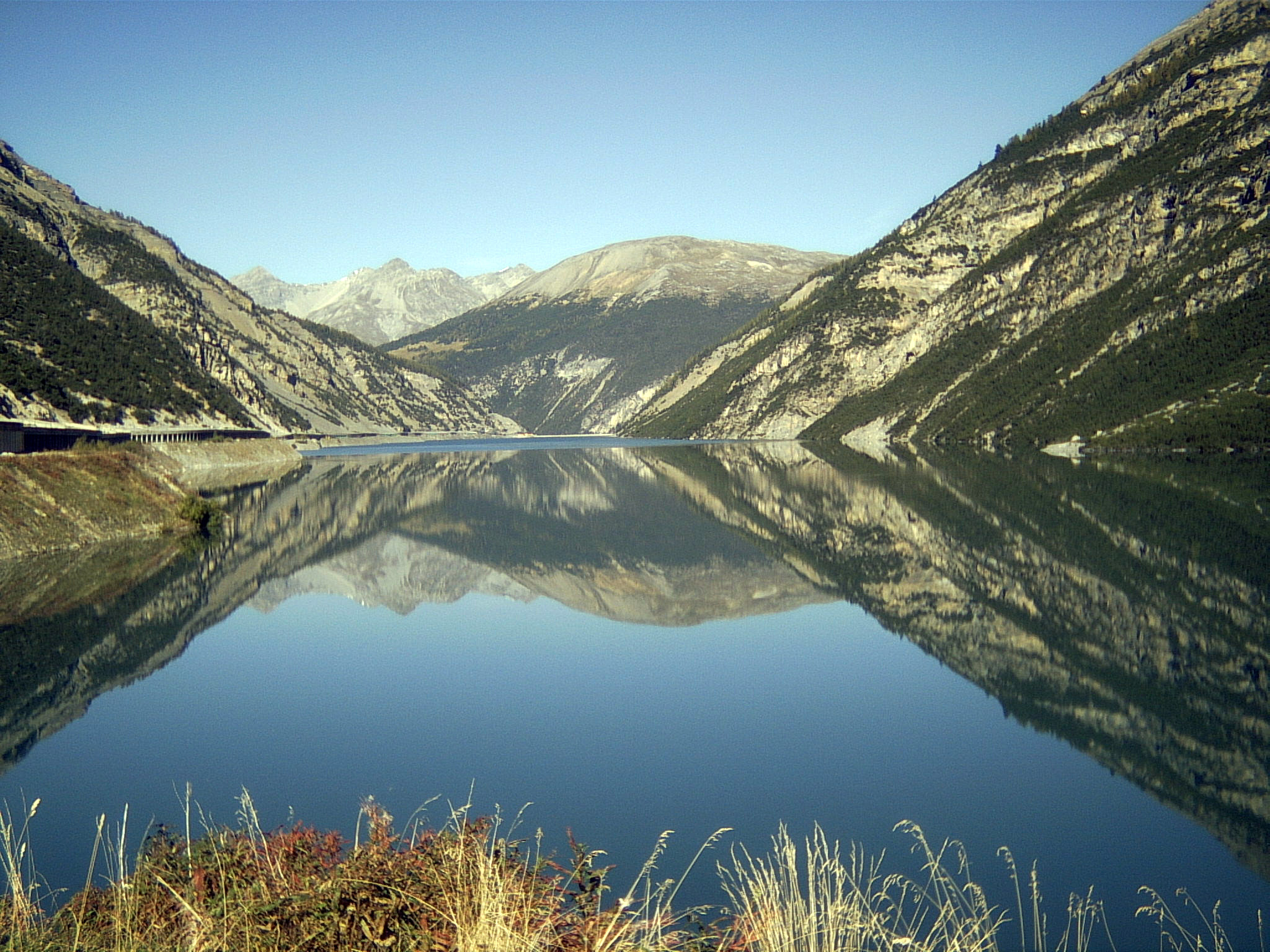
Lago del Gallo
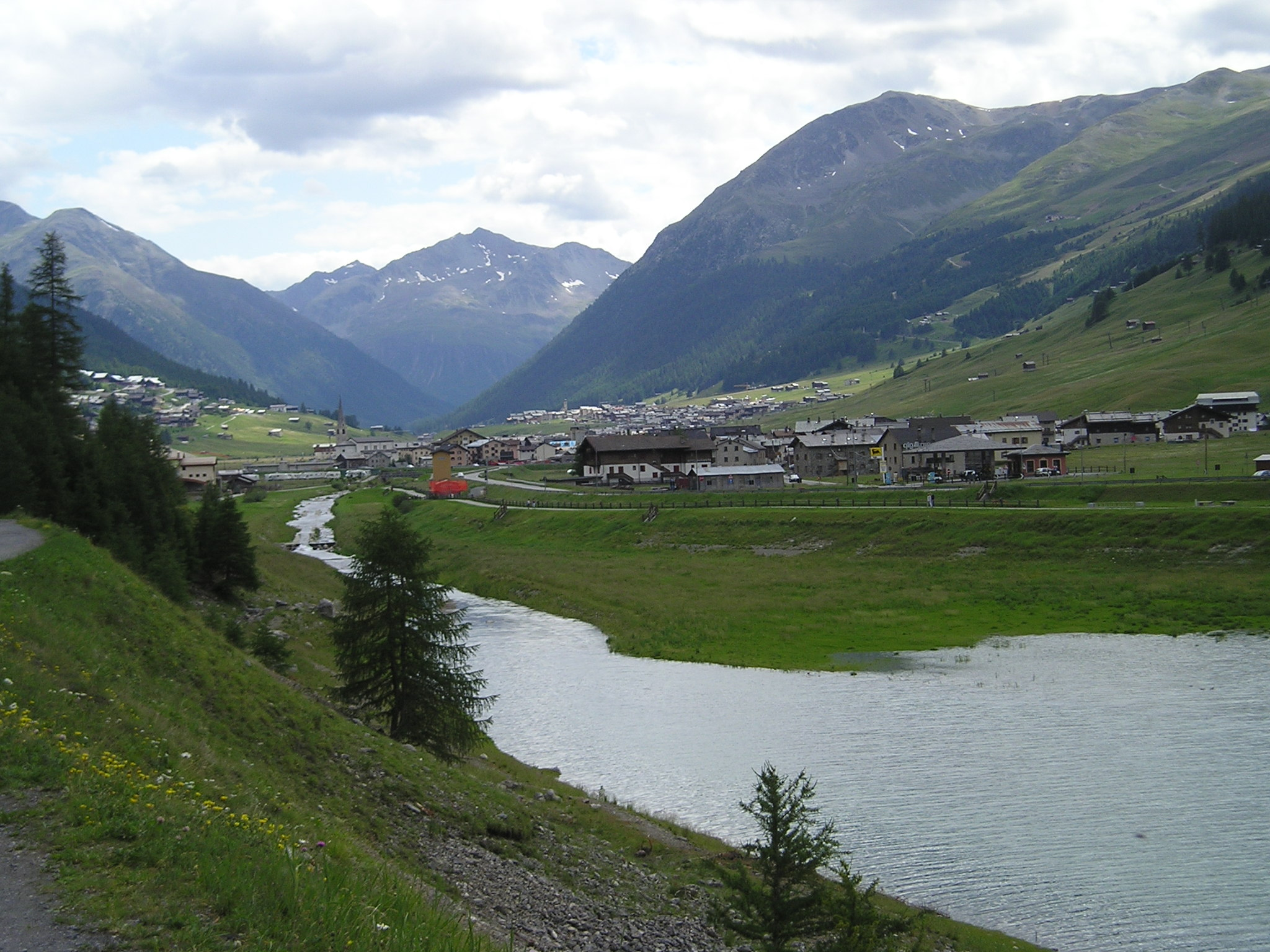
Livigno ripresa in lontananza dalla confluenza dell'Aqua Granda nel Lago del Gallo
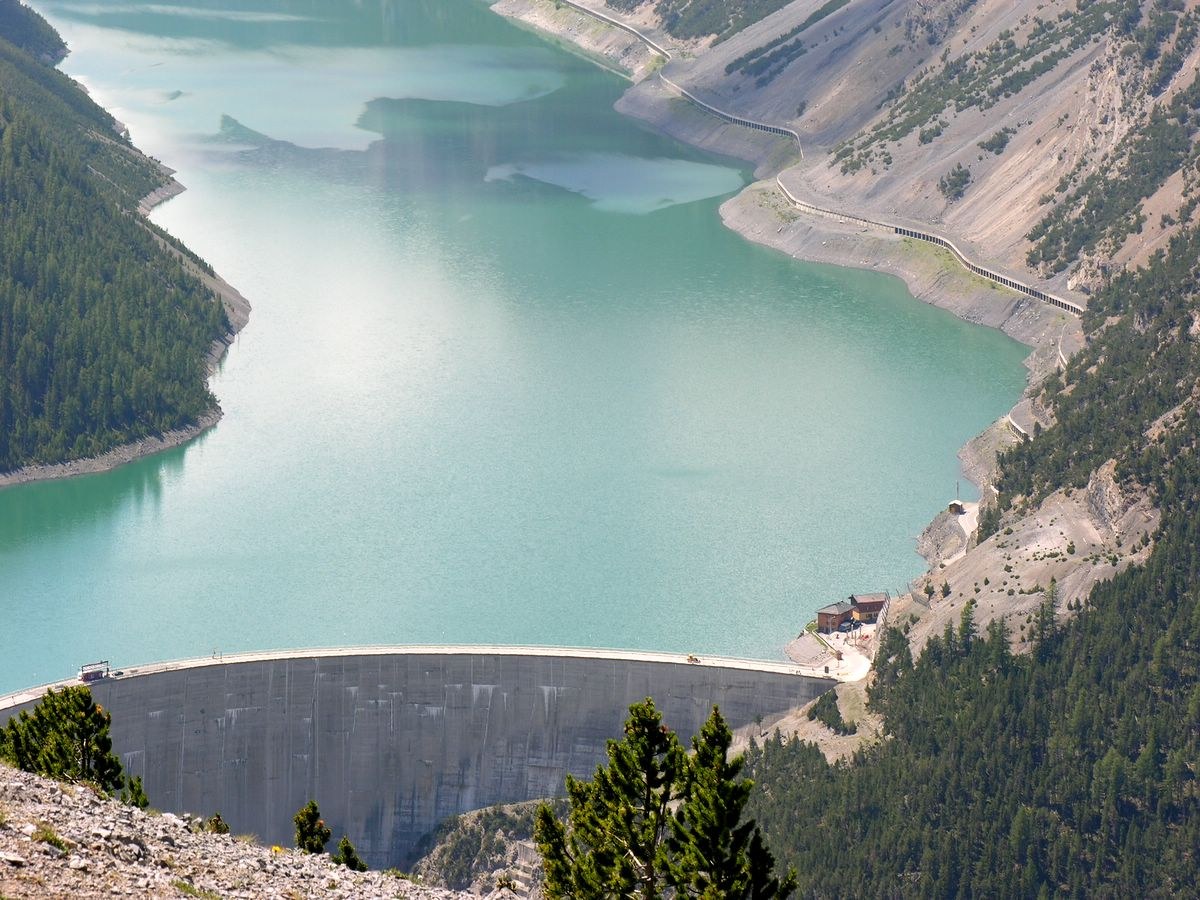
La diga del lago
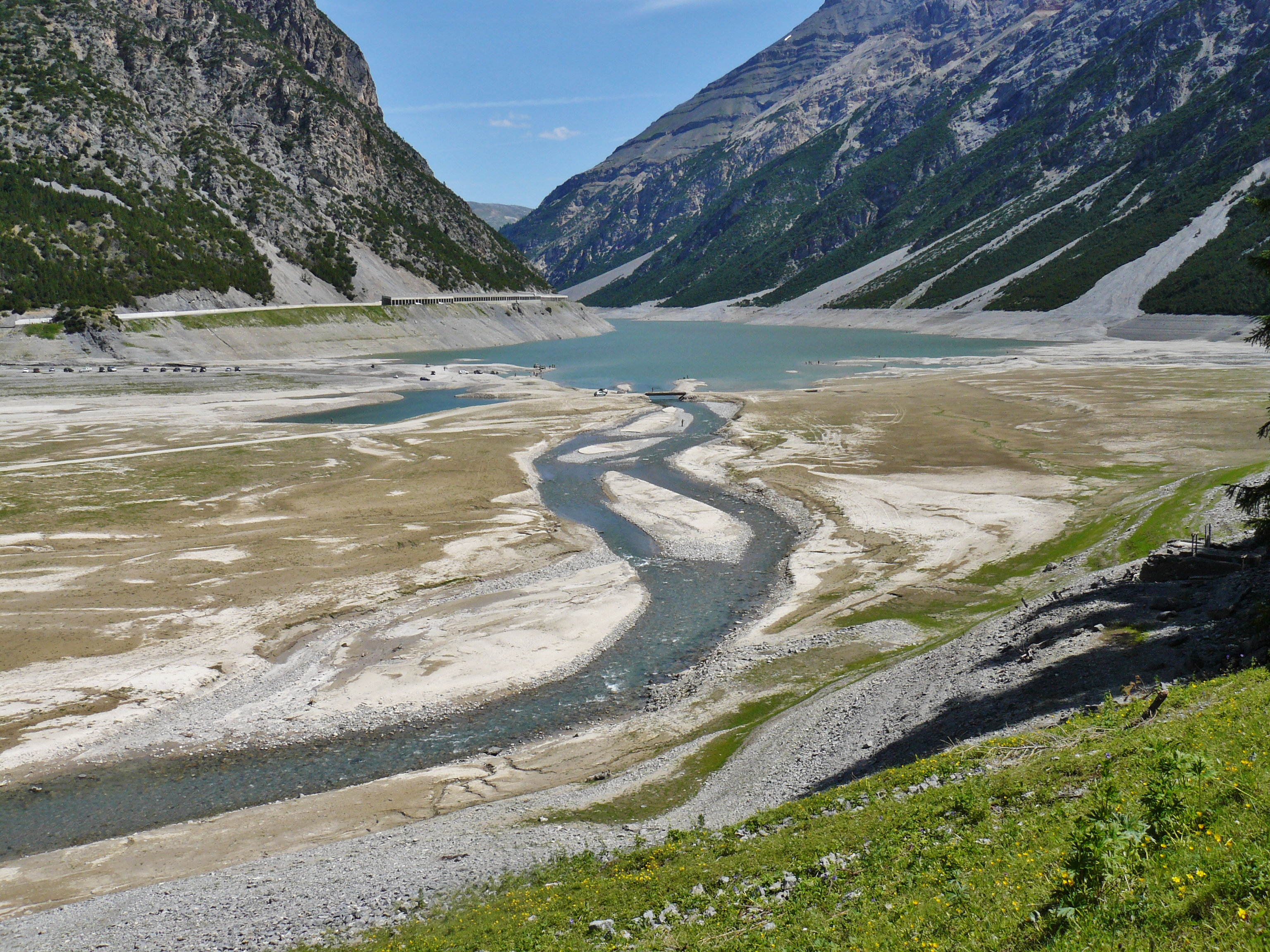
La confluenza nel lago dell'Aqua Granda
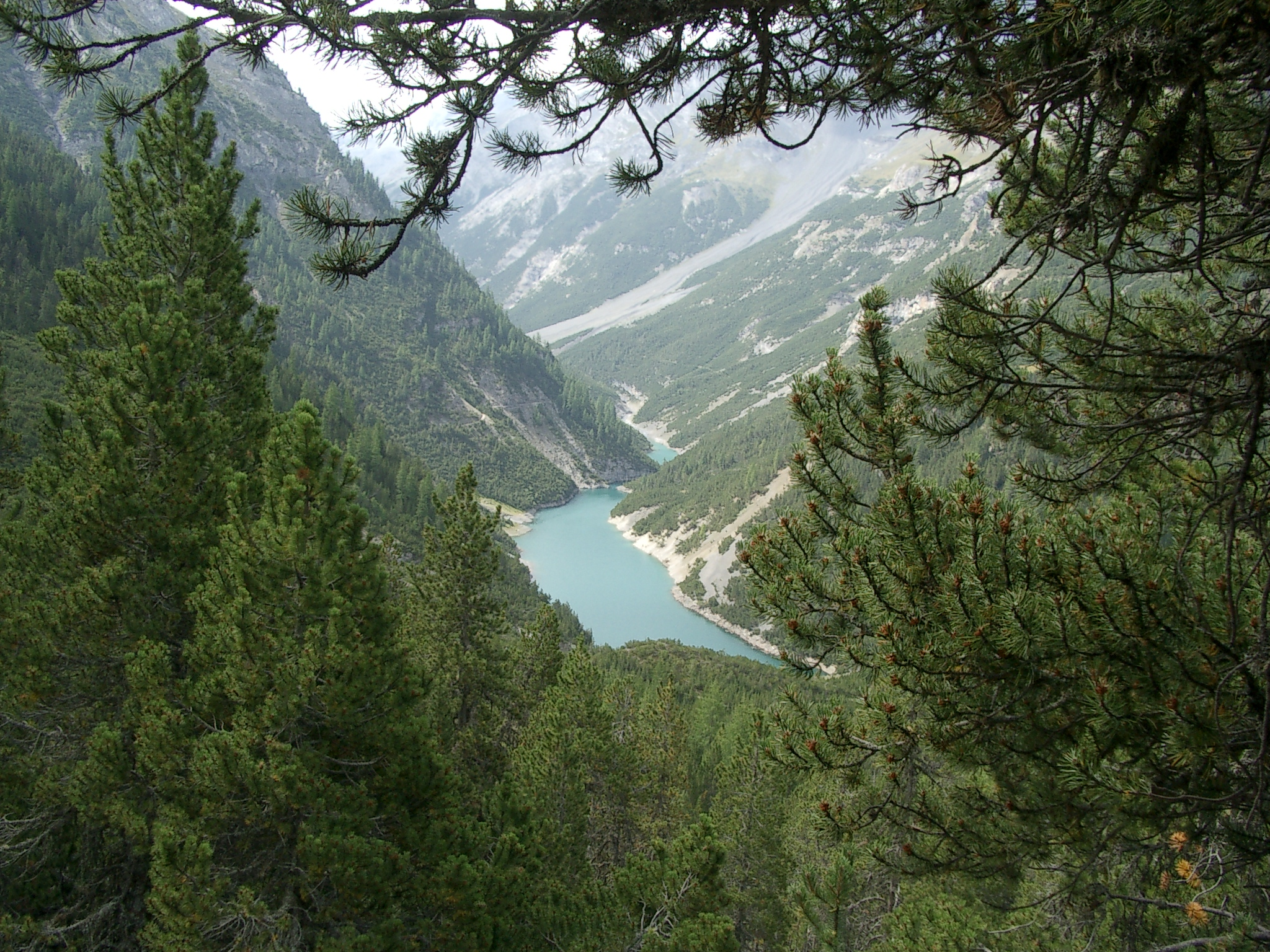
Il ramo orientale del Lago del Gallo
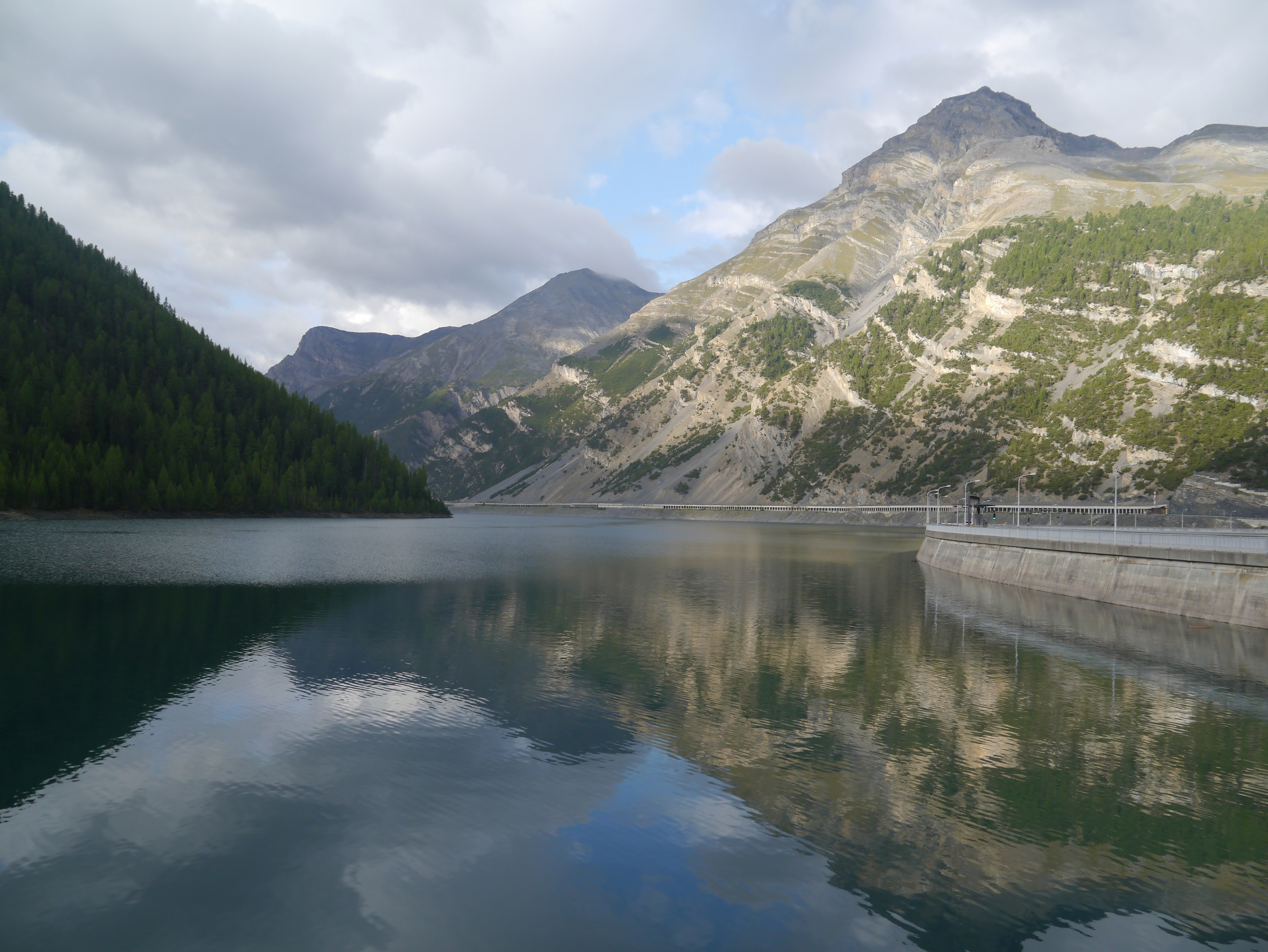
Vista dalla diga